# Curva plana
Em termos simples, em matemática, uma curva plana é aquela curva que se situa em um só plano euclidiano e que pode ser aberta (reta, parábola, hipérbole) ou fechada, (círculo, elipse), entre outras.
|  |  |  |

Os casos mais frequentemente estudados são curvas suaves, diferenciáveis (incluindo curvas suaves de funções definidas em trechos) e curvas planas algébricas.

## Definição matemática
Numa definição mais detalhada, em geometria, uma curva plana é uma curva que está inteiramente contida num único plano Euclidiano, e uma variedade diferenciável, e que é identificável a uma função contínua:
{\displaystyle \alpha :I\longrightarrow \mathbb {R} ^{2}~}
ou {\displaystyle I} é um intervalo do conjunto {\displaystyle \mathbb {R} } dos números reais.
A imagem de uma curva é assim também chamado suporte (ou apoio) da curva. Às vezes, utiliza-se também a expressão curva para indicar o suporte de uma curva. Uma curva em um espaço euclidiano de dimensão superior a 2 é dita plana se seu suporte está contido sobre um plano ele mesmo contido no espaço euclidiano no qual é definida.
Uma curva plana é dita simples se não se "recorta", em outros termos, se
{\displaystyle \forall \ (t_{1},t_{2})\in I^{2},t_{1}\neq t_{2}\Longrightarrow \alpha (t_{1})\neq \alpha (t_{2})}.
Equivalentemente, uma curva plana diferenciável pode ser dada localmente por uma equação {\displaystyle f(x,y)=0}, onde {\displaystyle f} é uma função suave de duas variáveis, e as derivadas parciais {\displaystyle f_{x}} e {\displaystyle f_{y}} não são simultaneamente iguais a 0.
Em outras palavras, uma curva plana suave é uma curva plana curva na qual "localmente vemos uma linha" com respeito a suave mudança de coordenadas.

## Curvas planas algébricas
Uma curva plana algébrica é uma curva em uma geometria afim ou plano projetivo dado por uma equação polinomial {\displaystyle f(x,y)=0} (ou {\displaystyle f(x,y,z)=0}, onde {\displaystyle f} é um polinômio homogêneo, no caso projetivo.)
Cada curva algébrica plana tem um grau, o qual pode ser definida, no caso de um corpo algebricamente fechado, como o número de intersecções da curva com uma linha genérica. Por exemplo, um círculo {\displaystyle x^{2}+y^{2}=1} tem grau 2.
Um importante resultado clássico estabelece que cada curva plana não singular de grau 2 em um plano projetivo é isomórfica à projeção do círculo {\displaystyle x^{2}+y^{2}=1}.
Entretanto, a teoria de curvas planas de grau 3 é já muito profunda, e conectada com a teoria de  Weierstrass de funções bi-periódicas complexas analíticas (ver. curvas elípticas, função P de Weierstrass).

### Histórico e lacunas
Curvas algébricas foram estudadas extensivamente durante os séculos XVIII a XX, conduzindo a uma teoria muito rica e profunda. Os fundadores da teoria foram Isaac Newton, Bernhard Riemann et.al., com algumas importantes contribuições de Niels Henrik Abel, Antoni Poincaré, Max Noether, et.al.
Há muitas questões na teoria das curvas algébricas planas para as quais a resposta não é ainda conhecida mesmo no início do século XXI.